# Ilja Czernyszow
Ilja Siemionowicz Czernyszow (ros. Илья́ Семёнович Чернышёв, ur. 1912, zm. 21 października 1962 w Rio de Janeiro) – radziecki dyplomata.

## Życiorys
Należał do WKP(b), od 1940 pracował w Ludowym Komisariacie/Ministerstwie Spraw Zagranicznych ZSRR, do 22 czerwca 1941 był attaché Ambasady ZSRR w Niemczech. Od 1944 do 24 lipca 1945 był radcą Ambasady ZSRR w Szwecji, a od 27 lipca 1945 do 27 października 1949 ambasadorem nadzwyczajnym i pełnomocnym ZSRR w Szwecji, 1953-1957 był pomocnikiem i zastępcą sekretarza generalnego ONZ. W latach 1957–1959 był doradcą ministra spraw zagranicznych ZSRR, od 1959 do grudnia 1961 członkiem Kolegium MSZ ZSRR, a od 12 grudnia 1961 do 21 października 1962 ambasadorem nadzwyczajnym i pełnomocnym ZSRR w Brazylii, gdzie w październiku 1962 utonął podczas kąpieli w Atlantyku.